# Eissporthalle an der Jafféstraße
Die Eissporthalle Berlin an der Jafféstraße war eine Multifunktionshalle, in der vorrangig Eishockey gespielt wurde. Bei ihrer Eröffnung am 28. Oktober 1973 galt sie als die modernste ihrer Art in Deutschland. Sie befand sich auf dem Messegelände in unmittelbarer Nachbarschaft zur Deutschlandhalle. Nach jahrelangen Diskussionen im Berliner Senat wurde die Halle im April/Mai 2001 im Zuge des Südausbaus des Messegeländes abgerissen.

## Geschichte
Der Bau der Eissporthalle im Berliner Bezirk Charlottenburg-Wilmersdorf war nötig geworden, da der ansässige Berliner Schlittschuhclub (BSchC) seine Spiele nicht mehr im Eisstadion Wedding austragen wollte und die frühere Spielstätte, der Sportpalast, nicht mehr den modernen Ansprüchen genügte und im November 1973 abgerissen wurde. Die Halle wurde in einer Rekordzeit von zehn Monaten und zehn Tagen von der niederländischen Firma Pellikaan errichtet. Das Eröffnungsspiel bestritt der BSchC gegen die Tilburg Trappers aus Noord-Brabant, deren Präsident Henk Pellikaan Inhaber des Bauunternehmens war. Neben der guten Sicht lobten die Spieler unter anderem die Lichtverhältnisse und das Eis.

„Der gute alte Sportpalast wird es nicht werden. Dazu fehlt es einfach am Mief.“

## Nutzung
Nachdem der BSchC im Jahr 1983 mit dem BFC Preussen zum BSC Preussen fusionierte, fanden dort weiter Spiele der Eishockey-Bundesliga statt. Auch die Nachfolgevereine Preussen „Devils“ Berlin und Berlin Capitals spielten zahlreiche Bundesliga- und DEL-Partien, bei denen – vor allem im Vergleich mit den Eisbären Berlin – hohe Zuschauerzahlen zu verzeichnen waren und die Halle mehrfach ausverkauft war.
Außer als Eishockeyfeld diente die Halle als leistungssportliche Trainingsstätte des Landessportbundes und als öffentliche Kunsteislaufbahn.
Dank eines einlegbaren Holzplattenbodens konnte die Halle auch für andere Sportarten oder Konzerte genutzt werden. Zahlreiche Rock- und Pop-Konzerte fanden dort statt. Am 7. Juli 1980 gab die Band Led Zeppelin in der Eissporthalle ihr letztes Konzert für 27 Jahre. Falco nahm in der Halle am 27. Oktober 1986 im Rahmen seiner „Emotional“-Welttour ein Konzert auf, das nach seinem Tod unter dem Titel Live Forever veröffentlicht wurde.

## Abriss
Die Halle stand den Plänen für einen neuen Eingangsbereich der benachbarten Messe Berlin im Weg. Trotz ihres relativ jungen Alters und obwohl sie keine besonderen Mängel aufwies, einigten sich der Berliner Senat und die Messe darum, die Eissporthalle 2001 abzureißen und die Eisfläche in die nahe gelegene Deutschlandhalle zu verlagern. Diese wurde 2011 ebenfalls zugunsten der Messe abgerissen; 2012 wurde als Ersatz die Eissporthalle Charlottenburg nahe der Glockenturmstraße eröffnet.